# Ли На (теннисистка)
Ли На (кит. 李娜; род. 26 февраля 1982, Ухань) — китайская теннисистка, бывшая вторая ракетка мира. Победительница двух турниров Большого шлема в одиночном разряде (Открытый чемпионат Франции-2011, Открытый чемпионат Австралии-2014), финалистка двух турниров Большого шлема в одиночном разряде (Открытый чемпионат Австралии-2011 и 2013), победительница 11-ти турниров WTA (девять — в одиночном разряде), полуфиналистка одиночного турнира летних Олимпийских игр (2008), полуфиналистка Кубка Федерации (2008) в составе национальной сборной Китая. Член Международного зала теннисной славы (2019). Единственная в истории теннисистка из Китая, побеждавшая на турнирах Большого шлема в одиночном разряде среди женщин или мужчин.

## Общая информация
Отца уроженки Уханя зовут Шэнпэн, мать — Яньпин. На — единственный ребёнок в семье. Отец умер, когда дочери было 14 лет.
27 января 2006 года Ли вышла замуж за Шань Цзяна. 3 июня 2015 у пары родилась дочь Алиса.
Впервые пришла в теннис в девять лет; ранее китаянка занималась бадминтоном.
Китаянка предпочитает действовать за задней линией. Любимым покрытием называет хард.
В разное время Ли тренировали множество тренеров. Наиболее известно её сотрудничество с двумя скандинавскими наставниками — шведом Томасом Хогстедом и датчанином Микаэлем Мортенсеном. С августа 2012 года китаянка работала с Карлосом Родригесом, бывшим тренером Жюстин Энен; в июле 2014 года было объявлено о прекращении совместной работы.
В 2018 году Ли На была номинирована на включение в списки Международного зала теннисной славы. В этом году впервые было проведено голосование болельщиков, продолжавшееся шесть недель, и по его результатам китайская теннисистка заняла первое место из восьми кандидатов, опередив чемпиона Уимблдона Горана Иванишевича и победительницу двух турниров Большого шлема Мэри Пирс. В январе 2019 года было объявлено, что в списки Международного зала теннисной славы будут включены Ли На, Пирс и Евгений Кафельников.

## Спортивная карьера
Начало карьеры.
Профессиональную теннисную карьеру Ли начала в 1999 году. В феврале того года она дебютирует в составе сборной Китая в отборочном розыгрыше Кубка Федерации. В июне китаянка выиграла первые титулы из цикла ITF, взяв их на 10-тысячнике в Гуанчжоу в одиночном и парном разряде. В общей сложности за 1999 год она выиграла три трофея в одиночном и восемь в парном разрядах на турнирах из цикла ITF.
В течение 2000 года Ли На уже восемь турниров из цикла ITF в одиночках и шесть в парах. Среди них была одна победа на 50-тысячнике в Сеуле. В июне она дебютирует в WTA-туре, выступив на турнире в Ташкенте. В первом раунде Ли проиграла Анне Запорожановой. В парном же разряде с ходу она смогла взять титул, выиграв его в альянсе с соотечественницей Ли Тин. В паре с Ли Тин в августе она дебютирует на турнирах серии Большого шлема, сыграв в основной сетке женского парного розыгрыша Открытого чемпионата США. В сентябре Ли На выступила на Олимпийских играх в Сиднее. В одиночном и парном турнире она выбыла уже на старте.
За сезон 2001 года Ли На выиграла два 25-тысячника из цикла ITF в одиночном и один в парном разрядах. В феврале 2002 года китаянка выиграла 75-тысячник ITF в Мидленде. С июля 2002 года Ли На взяла паузу в теннисе на 25 месяцев и вышла на профессиональный корт в следующий раз в мае 2004 года. По возвращении она выиграла три 25-тысячника ITF и один 50-тысячник в Пекине. В конце сентября, попав через квалификацию на турнир в Гуанчжоу, Ли На выиграл первый индивидуальный титул WTA. В финале её удалось переиграть Мартину Суху со счётом 6-3, 6-4. Этот успех позволил китаянке впервые подняться в Топ-100 мирового женского рейтинга. В конце октября она выиграла 50-тысячник ITF в Шэньчжэне.

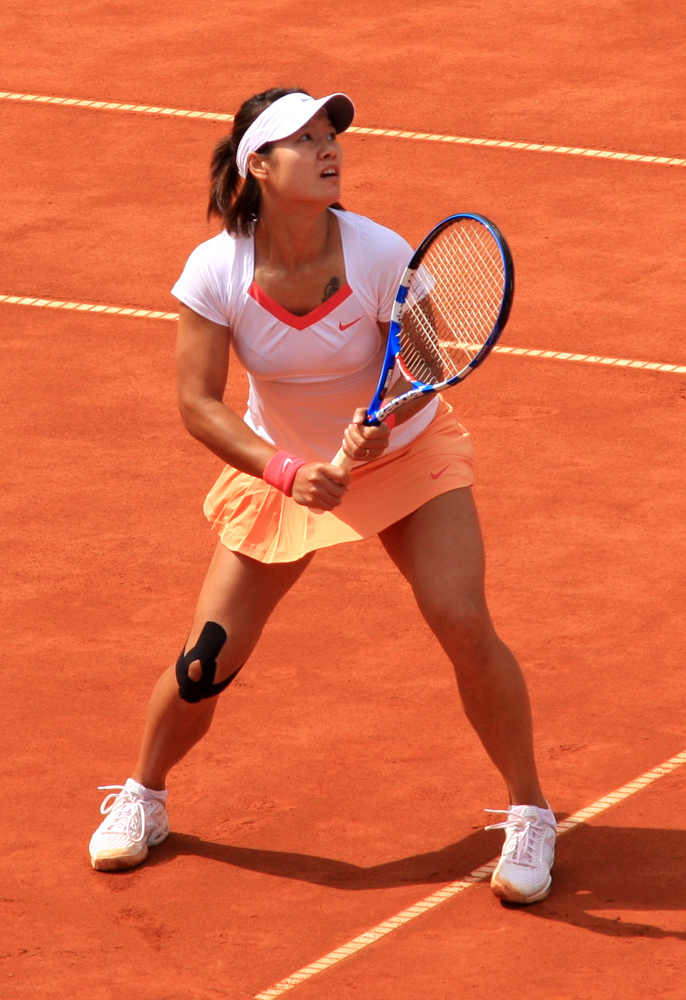
Ли На на турнире в Варшаве 2010 года

2005 год Ли На начала с выхода в полуфинал на турнире в Хобарте. На Открытом чемпионате Австралии она смогла выйти в третий раунд, где уступила Марии Шараповой. В феврале она сыграла в 1/4 финала турнира в Хайдарабаде. Весной после месячного отсутствия в туре она смогла выйти в финал на грунтовом турнире в Оэйраше, где она проигрывает в борьбе за приз Луции Шафаржовой — 7-6(4), 4-6, 3-6. В мае она вышла в полуфинал турнира в Рабате. После этого из-за травмы была вынуждена пропустить три месяца. В сентябре Ли На смогла выступить в полуфинале турнира на Бали и четвертьфинала в Гуанчжоу.
2006-09. Четвертьфиналы на Уимблдоне и в США.

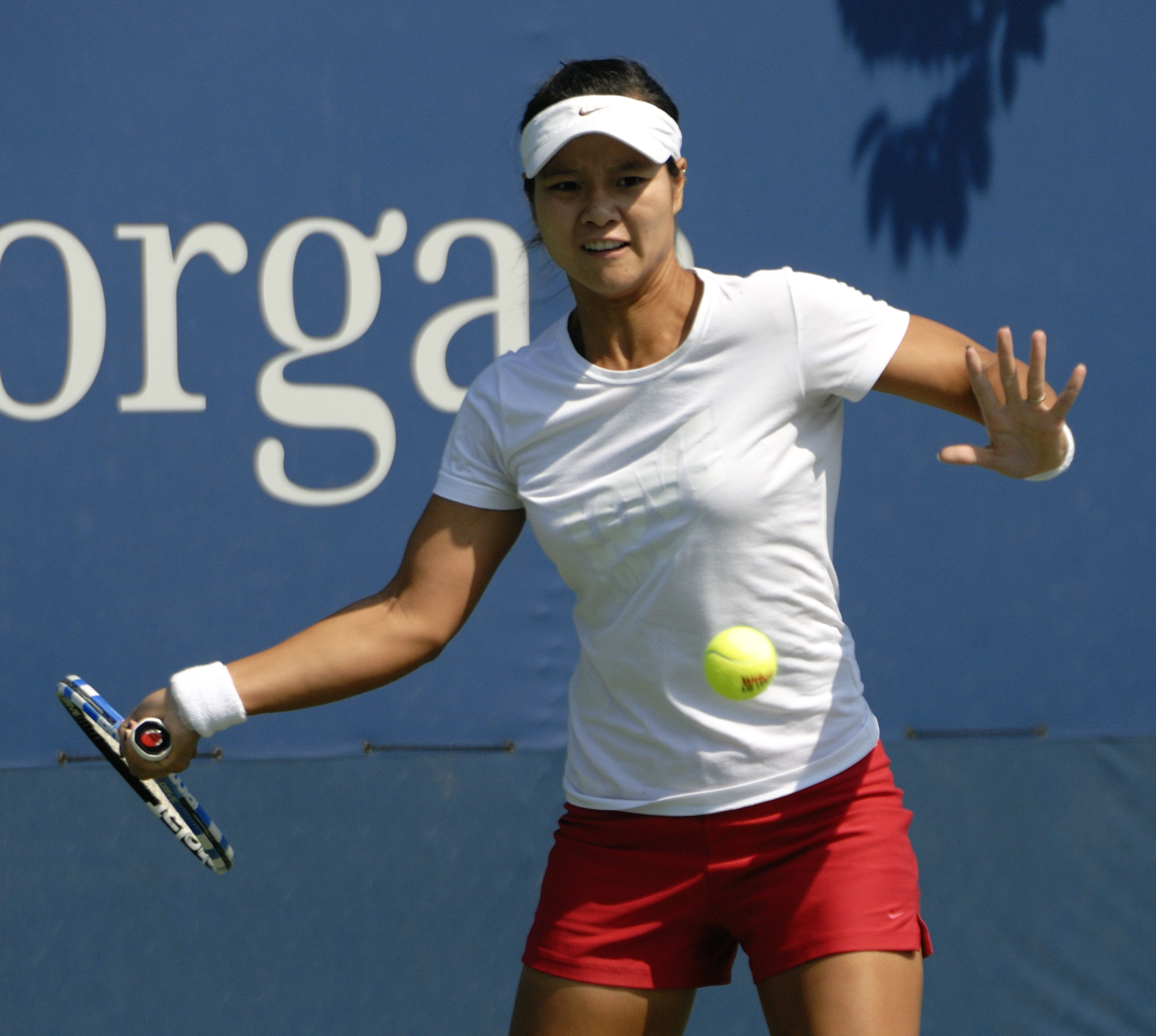
Ли На на Открытом чемпионате США 2009 года

В 2006 году первый раз до четвертьфинала Ли На дошла в конце февраля на турнире в Дохе. В мае она второй год подряд вышла в финал турнира в Оэйраше, но вновь проиграла в борьбе за титул. На этот раз её обидчицей стала соотечественница Чжэн Цзе, победившая на отказе Ли На от продолжения матча во втором сете. Через неделю после этого Ли На вышла в полуфинал турнира 1-й категории в Берлине. Ещё через две недели китаянка прошла в 1/4 финала турнира в Страсбурге. На Открытом чемпионате Франции 24-летняя китаянка вышла в третий раунд, где проиграла россиянке Светлане Кузнецовой. В июне она выиграла второй в карьере парный титул WTA на травяном турнире в Бирмингеме, разделив свой успех с сербкой Еленой Янкович.
На Уимблдонском турнире 2006 года, где Ли На сыграла первый раз в основной сетке, она смогла впервые попасть в четвертьфинал турнира Большого шлема. Она смогла пройти в третьем раунде № 5 посева Светлану Кузнецову, а в четвёртом раунде № 10 Николь Вайдишову. В борьбе за выход дальше она проиграла второму номеру посева Ким Клейстерс. Ли На стала первой представительницей Китая в четвертьфинале Большого шлема. В августе Ли вышла в четвертьфинал турнира в Стокгольме и впервые поднялась в рейтинге в Топ-20. На Открытом чемпионате США она смогла доиграть до четвёртого раунда и победить в третьем Мари Пьерс. На этой стадии она не смогла совладать с Марией Шараповой. В сентябре Ли На вышла в четвертьфиналы турниров у себя на родине — в Пекине и Гуанчжоу. По итогам сезона она заняла 21-ю строчку одиночного рейтинга.
На старте сезона 2007 года Ли На вышла в полуфинал турнира в Сиднее. На Открытом чемпионате Австралии она прошла в четвёртый раунд, а в третьем смогла обыграть № 9 посева Динару Сафину (6-2, 6-2). В борьбе за четвертьфинал китаянка проиграла шестой сеянной Мартине Хингис (6-4, 3-6, 0-6). В марте Ли На успешно выступила на турнирах 1-й категории в Индиан-Уэллсе и Майами. На первом из них она смогла выйти в полуфинал, обыграв четырёх сеянных теннисисток на своём пути. В Майами Ли вышла в четвертьфинал. В грунтовой части сезона она один раз вышла в четвертьфинал на турнире в Страсбурге. На Ролан Гаррос её результатом стал третий раунд. В июне она сыграла на одном турнире в Бирмингеме, где вышла в четвертьфинал. После этого завершила сезон досрочно, сославшись на травму ребра.
Возвращение в Тур состоялось в январе 2008 года и сразу же ознаменовалась победой на турнире в Голд-Косте. По ходу соревнований Ли На обыграла в том числе Николь Вайдишову и Патти Шнидер, а в финале со счётом 4-6, 6-3, 6-4 Викторию Азаренко. На Австралийском чемпионате она прошла в третий раунд. В феврале китайская теннисистка вышла в полуфинал на турнирах в Антверпене и Дохе. После турнира она вынуждена вновь сделать паузу в выступлениях из-за травмы правого колена. На корт Ли На вернулась уже в июне. В августе она выступила на домашней Олимпиаде в Пекине. Ли На остановилась в шаге от завоевания медалей. На своём пути она обыграла Светлану Кузнецову, Аюми Мориту, Кайю Канепи и Олимпийскую чемпионку 2000 года Винус Уильямс. В полуфинале Ли проиграла Динаре Сафиной, а в борьбе за бронзовую медаль ещё одной россиянке Вере Звонарёвой. На Открытом чемпионате США она проходит в четвёртый раунд, где проигрывает Елене Дементьевой. Осенью на турнире в Штутгарте в матче второго раунда Ли На смогла обыграть первую ракетку мира Серену Уильямс (0-6, 6-1, 6-4) и выйти в четвертьфинал. В конце октября на турнире в Люксембурге она сыграла в полуфинале.
Старт сезона 2009 года Ли На пропустила и вышла на корт в феврале. В начале марта она добралась до финала в Монтеррее, где проиграла Марион Бартоли. На Премьер-турнире в Майами китаянка вышла в стадию 1/4 финала. На Открытом чемпионате Франции она смогла добраться до четвёртого раунда, проиграв там Марии Шараповой. Реванш за это поражение Ли На смогла взять в июне, обыграв Шарапову в полуфинале турнира в Бирмингеме — 6-4, 6-4. В финале она уже сама проиграла Магдалене Рыбариковой (0-6, 6-7(2)). На Уимблдоне в третьем раунде её остановила Агнешка Радваньская. На Открытом чемпионате США китаянка во второй раз в карьере вышла в четвертьфинала Большого шлема. Здесь она проигрывает итоговой победительнице того розыгрыша турнира Ким Клейстерс. Осенью, обыграв в четвертьфинале турнира в Токио Викторию Азаренко, Ли На вышла в полуфинал, где проиграла Елене Янкович. По итогам сезона она заняла 15-е место в рейтинге.
2010-12. Победа во Франции и финал в Австралии.
На Открытом чемпионате Австралии 2010 года Ли На, пройдя в первых раундах Марину Эракович и Агнеш Савай, вышла в третьем на № 22 посева Даниэлу Гантухову и обыграла её — 7-5, 3-6, 6-2. В четвёртом раунде была одержана победа уже над четвёртой ракеткой мира Каролиной Возняцки (6-4, 6-3), а в четвертьфинале она смогла выиграть у шестой в мире Винус Уильямс (2-6, 7-6(4), 7-5). Таким образом, Ли На впервые в карьере вышла в полуфинал Большого шлема. В матче за выход в финал она проиграла на двух тай-брейках первой ракетке мира Серене Уильямс (6-7(4), 6-7(1)). После выступления в Австралии Ли На впервые вошла в Топ-10 мирового рейтинга. Лучшим результатом после Австралийского чемпионата стал выход в четвертьфинал турнира в Дубае. В грунтовой части сезона она сумела выйти в четвертьфинал в Штутгарте и Мадриде, а также полуфинал в Варшаве. На Открытом чемпионате Франции Ли На покинула турнир в третьем раунде. В июне на травяном турнире в Бирмингеме она смогла завоевать третий в карьере одиночный трофей WTA. В финале китаянка обыгрывает сильную соперницу Марию Шарапову со счётом 7-5, 6-1. На Уимблдонском турнире она смогла во второй раз в карьере выйти в четвертьфинал, обыграв в четвёртом раунде Агнешку Радваньскую (№ 7 посева). В 1/4 финала Ли На проиграла лидеру мирового тенниса Серене Уильямс. В августе она сыграла в полуфинале в Копенгагене, а на Открытом чемпионате США неожиданно оступилась в первом раунде. В октябре на Премьер-турнире в Пекине Ли На добирается до стадии полуфинала. По итогам сезона она остановилась в шаге от первой десятки, заняв 11-ю строчку.
Сезон 2011 года начался для Ли На успешно. Уже на первом в году турнире в Сиднее она завоевала титул и победила в финале Ким Клейстерс со счётом 7-6(3), 6-3. На Открытом чемпионате Австралии китайская теннисистка стала первой представительницей Азии, кто смог выйти в одиночный финал Большого шлема. В решающем матче она встретилась с бельгийкой Ким Клейстерс, которая смогла взять реванш в главном матче начала сезона в мире женского тенниса за поражение в Сиднее. После Австралии Ли На стала занимать 7-ю строчку в рейтинге.
| Стадия  | Соперница (посев)          | Рейтинг | Счёт        |
| 1 раунд | София Арвидссон            | 51      | 6-1 7-5     |
| 2 раунд | Евгения Родина             | 108     | 6-3 6-2     |
| 3 раунд | Барбора Заглавова-Стрыцова | 63      | 6-2 6-1     |
| 4 раунд | Виктория Азаренко (8)      | 9       | 6-3 6-3     |
| 1/4     | Андреа Петкович (30)       | 33      | 6-2 6-4     |
| 1/2     | Каролина Возняцки (1)      | 1       | 3-6 7-5 6-3 |
| Финал   | Ким Клейстерс (3)          | 3       | 6-3 3-6 3-6 |

После Австралии особыми успехами Ли На похвастаться не могла. Лишь в мае она впервые преодолела первые раунды и вышла в полуфинал на турнире в Мадриде. Через неделю она также до полуфинала дошла на турнире в Риме. Открытый чемпионат Франции 2011 года закончился для Ли На триумфом. Она стала первой китайской теннисисткой обладательницей титула на Большом шлеме в одиночном разряде. По ходу турнира она обыграла четырёх теннисисток из Топ-10, в том числе в финале прошлогоднюю победительницу турнира Франческу Скьявоне. После этой победы Ли На запрыгнула на четвёртой место в мировом рейтинге.
| Стадия  | Соперница (посев)          | Рейтинг | Счёт           |
| 1 раунд | Барбора Заглавова-Стрыцова | 49      | 6-3 6-7(6) 6-3 |
| 2 раунд | Сильвия Солер-Эспиноса (Q) | 158     | 6-4 7-5        |
| 3 раунд | Сорана Кырстя              | 99      | 6-2 6-2        |
| 4 раунд | Петра Квитова (9)          | 9       | 2-6 6-1 6-3    |
| 1/4     | Виктория Азаренко (4)      | 4       | 7-5 6-2        |
| 1/2     | Мария Шарапова (7)         | 8       | 6-4 7-5        |
| Финал   | Франческа Скьявоне (5)     | 5       | 6-4 7-6(0)     |

Развить свой успех и на Уимблдонском турнире у Ли На не получилось и она выбыла уже во втором раунде. В августе она дошла до полуфинала на турнире в Нью-Хейвене, а на Открытом чемпионате США проиграла в первом же раунде. В конце сезона китаянка впервые приняла участие в Итоговом турнире WTA. В своей группе она выиграла один матч у Марии Шараповой и проиграла два Виктории Азаренко и Саманте Стосур, закончив таким образом соревнование. По итогам года Ли На заняла пятую строчку рейтинга.
В январе 2012 года Ли На остановилась в шаге от защиты прошлогоднего титула на турнире в Сиднее. Для выхода в финал она смогла переиграть в полуфинале вторую ракетку мира Петру Квитову. В решающем матче китайская спортсменка проиграла Виктории Азаренко — 2-6, 6-1, 3-6. Волей жребия в матче четвёртого раунда встретились с друг другом прошлогодние финалистки Ким Клейстерс и Ли На. Как и год назад сильнее оказалась представительница Бельгии, которая смогла выиграть в упорном матче со счётом 4-6, 7-6(6), 6-4. На мартовских премьер-турнирах в Индиан-Уэллсе и Майами Ли дошла до четвертьфинала. В апреле до этой же стадии она добралась на турнире в Штутгарте, а в мае на турнире в Мадриде. На турнире серии премьер 5 в Риме ей удалось выйти в финал, где китаянка проиграла Марии Шараповой со счётом 6-4, 4-6, 6-7(5). На Открытом чемпионате Франции, как и в Австралии, она не смогла преодолеть барьер четвёртого раунда. Уимблдон закончился для Ли На уже во втором раунде. Летом она выступила на третьей для себя Олимпиаде, которая проводилась в Лондоне. Уже в первом раунде Ли На проиграла Даниэле Гантуховой, а в парном разряде в дуэте с Чжан Шуай уступила во втором раунде. В августе она хорошо сыграла на турнирах серии премьер 5. В Монреале Ли На смогла выйти в финал, в котором проиграла Петре Квитовой — 5-7, 6-2, 3-6. Через неделю в Цинциннати она уже смогла победить, взяв первый трофей серии премьер 5 в карьере. В решающем поединке Ли На одолела немку Анжелику Кербер — 1-6, 6-3, 6-1. На Открытом чемпионате США она оступается на стадии третьего раунда, проиграв Лоре Робсон. Осенью 30-летняя китаянка сыграла на трёх турнирах, среди которых был Пекин, где она вышла в полуфинал и Итоговый турнир. На нём Ли На в своей группе выиграла один матч у Кербер, а до этого проиграла два Азаренко и Серене Уильямс. По результатам сезона она заняла итоговое седьмое место рейтинга.
2013-14. Победа в Австралии и завершение карьеры.
В самом начале 2013 года Ли На выиграла титул на родине в Китае на турнире в Шэньчжэне. В финале она переиграла чешку Клару Закопалову — 6-3, 1-6, 7-5. На турнире в Сиднее она вышла в полуфинал. На главном турнире начала года Открытом чемпионате Австралии Ли На во второй раз в своей карьере смогла выйти в финал. Как и в 2011 году, она не смогла выиграть главный матч турнира, проиграв на этот раз № 1 в мире на тот момент Виктории Азаренко.
| Стадия  | Соперница (посев)       | Рейтинг | Счёт        |
| 1 раунд | Сесиль Каратанчева      | 113     | 6-1 6-3     |
| 2 раунд | Ольга Говорцова         | 58      | 6-2 7-5     |
| 3 раунд | Сорана Кырстя (27)      | 29      | 6-4 6-1     |
| 4 раунд | Юлия Гёргес (18)        | 18      | 7-6(6) 6-1  |
| 1/4     | Агнешка Радваньская (4) | 4       | 7-5 6-3     |
| 1/2     | Мария Шарапова (2)      | 2       | 6-2 6-2     |
| Финал   | Виктория Азаренко (1)   | 1       | 6-4 4-6 3-6 |

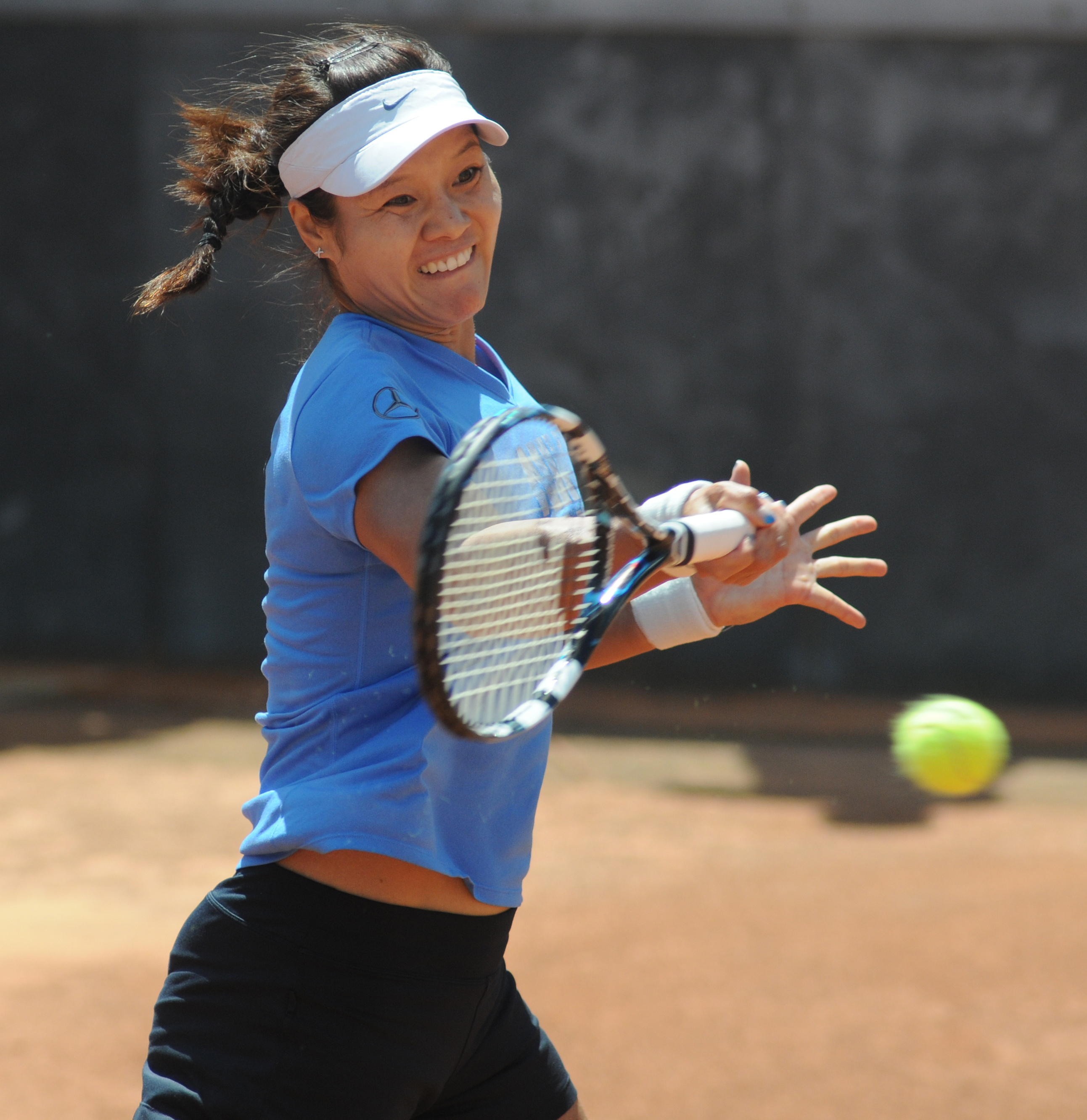
Ли На на турнире в Риме 2014 года

После Австралии Ли На берёт паузу из-за травмы левого голеностопа и выходит вновь на корт в марте на турнире в Майами, где проходит в четвертьфинал. В апреле она сыграла в финале грунтового турнира в Штутгарте, где у неё взяла реванш за поражение в полуфинале Австралийского чемпионата Мария Шарапова (Ли На проиграла со счётом 4-6, 3-6). На Ролан Гаррос она завершила выступления во втором раунде. В июне китаянка прошла в четвертьфинал турнира в Истборне, а затем также до 1/4 финала дошла и на Уимблдоне, где проиграла Агнешке Радваньской. Следующий раз она выступила через месяц на турнире в Торонто, дойдя там до полуфинала. На турнире в Цинциннати Ли На не смогла защитить титул, проиграв в полуфинале Серене Уильямс. На Открытом чемпионате США китайская теннисистка впервые вышла в полуфинал, где её вновь обыграла Серена Уильямс. Осенью она сыграла только на двух турнирах. В Пекине она вышла в полуфинал, где проиграла Петре Квитовой. На Итоговом турнире года она смогла выиграть все три матча в своей группе, одолев Викторию Азаренко, Сару Эррани и Елену Янкович. Пройдя в полуфинал с первого места, она выиграла Петру Квитову — 6-4, 6-2. В финале Ли На предстояло вновь сразиться против Серены Уильямс. Взяв первый сет, она все же уступила с общим счётом 6-2, 3-6, 0-6. По общим результатам сезон 2013 года стал самым успешным в карьере китаянки и она смогла занять третье место в женском рейтинге.
2014 год начинается для Ли На с защиты прошлогоднего титула на турнире в Шэньчжэне. На этот раз в финале она обыграла соотечественницу Пэн Шуай — 6-4, 7-5. На Открытом чемпионате Австралии она в третий раз в карьере смогла выйти в финал. С этой попытки Ли На наконец-то покорился этот Большой шлем. В финале она одолела словачку Доминику Цибулкову. Победа в Австралии стала второй на Больших шлемах и девятой в WTA-туре. Для Ли На этот трофей стал последним в профессиональной карьере. Также она стала самой возрастной победительницей Австралийского чемпионата в одиночном разряде, выиграв его в 31 год.
| Стадия  | Соперница (посев)       | Рейтинг | Счёт           |
| 1 раунд | Ана Конюх (Q)           | 241     | 6-2 6-0        |
| 2 раунд | Белинда Бенчич (Q)      | 187     | 6-0 7-6(5)     |
| 3 раунд | Луция Шафаржова (26)    | 26      | 1-6 7-6(2) 6-3 |
| 4 раунд | Екатерина Макарова (22) | 22      | 6-2 6-0        |
| 1/4     | Флавия Пеннетта (28)    | 29      | 6-2 6-2        |
| 1/2     | Эжени Бушар (30)        | 31      | 6-2 6-4        |
| Финал   | Доминика Цибулкова (20) | 24      | 7-6(3) 6-0     |

17 февраля 2014 года Ли На в рейтинге поднялась на второе место — наивысшая позиция в рейтинге в её карьере. В марте на турнире в Индиан-Уэллсе она прошла в полуфинал. На следующем премьер-турнире в Майами китаянка смогла выйти в финал. Здесь её оппоненткой стала Серена Уильямс, которой она проиграла со счётом 5-7, 1-6. Следующий турнир она сыграла через два месяца. В Мадриде Ли На смогла выйти в четвертьфинал. Следующим турниром для неё стал Рим. где она также добралась до 1/4 финала. На Открытом чемпионате Франции Ли На неожиданно оступилась на старте, проиграв Кристине Младенович. На Уимблдонском турнире она вышла в третий раунд, где уступила Барборе Стрыцовой. Позже выяснилось, что это был последний матч в её профессиональной карьере. Летом она не выступала из-за травмы левого колена, а 19 сентября 2014 года объявила о завершении карьеры.

## Итоговое место в рейтинге WTA по годам
| Год  | Одиночный рейтинг | Парный рейтинг |
| 2014 | 9                 |                |
| 2013 | 3                 |                |
| 2012 | 7                 |                |
| 2011 | 5                 |                |
| 2010 | 11                |                |
| 2009 | 15                |                |
| 2008 | 23                |                |
| 2007 | 29                | 143            |
| 2006 | 21                | 73             |
| 2005 | 57                | 145            |
| 2004 | 80                | 349            |
| 2002 | 277               | 657            |
| 2001 | 303               | 327            |
| 2000 | 134               | 89             |
| 1999 | 363               | 321            |

## Выступления на турнирах

### Финалы турниров Большого шлема в одиночном разряде (4)

#### Победы (2)
| №  | Год  | Турнир                       | Покрытие | Соперница в финале | Счёт       |
| 1. | 2011 | Открытый чемпионат Франции   | Грунт    | Франческа Скьявоне | 6-4 7-6(0) |
| 2. | 2014 | Открытый чемпионат Австралии | Хард     | Доминика Цибулкова | 7-6(3) 6-0 |

#### Поражения (2)
| №  | Год  | Турнир                           | Покрытие | Соперница в финале | Счёт        |
| 1. | 2011 | Открытый чемпионат Австралии     | Хард     | Ким Клейстерс      | 6-3 3-6 3-6 |
| 2. | 2013 | Открытый чемпионат Австралии (2) | Хард     | Виктория Азаренко  | 6-4 4-6 3-6 |

### Финалы Итоговых турнировWTAв одиночном разряде (1)

#### Поражения (1)
| №  | Год  | Турнир          | Покрытие | Соперница в финале | Счёт        |
| 1. | 2013 | Стамбул, Турция | Хард(i)  | Серена Уильямс     | 6-2 3-6 0-6 |

### Финалы турнировWTAв одиночном разряде (21)

#### Победы (9)
| Легенда: До 2009 года       | Легенда: С 2009 года  |
| --------------------------- | --------------------- |
| Турниры Большого шлема (2*) |                       |
| Олимпиада (0)               |                       |
| Итоговый чемпионат года (0) |                       |
| 1-я категория (0)           | Premier Mandatory (0) |
| 2-я категория (0)           | Premier 5 (1)         |
| 3-я категория (2+1)         | Premier (1)           |
| 4-я категория (0+1)         | International (3)     |
| 5-я категория (0)           | International (3)     |

| Титулы по покрытиям | Титулы по месту проведения матчей турнира |
| ------------------- | ----------------------------------------- |
| Хард (7+1*)         | Зал (0)                                   |
| Грунт (1)           | Зал (0)                                   |
| Трава (1+1)         | Открытый воздух (9+2)                     |
| Ковёр (0)           | Открытый воздух (9+2)                     |

* количество побед в одиночном разряде + количество побед в парном разряде.
| №  | Дата            | Турнир                       | Покрытие | Соперник в финале  | Счёт        |
| 1. | 3 октября 2004  | Гуанчжоу, Китай              | Хард     | Мартина Суха       | 6-3 6-4     |
| 2. | 5 января 2008   | Голд-Кост, Австралия         | Хард     | Виктория Азаренко  | 4-6 6-3 6-4 |
| 3. | 13 июня 2010    | Бирмингем, Великобритания    | Трава    | Мария Шарапова     | 7-5 6-1     |
| 4. | 15 января 2011  | Сидней, Австралия            | Хард     | Ким Клейстерс      | 7-6(3) 6-3  |
| 5. | 5 июня 2011     | Открытый чемпионат Франции   | Грунт    | Франческа Скьявоне | 6-4 7-6(0)  |
| 6. | 19 августа 2012 | Цинциннати, США              | Хард     | Анжелика Кербер    | 1-6 6-3 6-1 |
| 7. | 5 января 2013   | Шэньчжэнь, Китай             | Хард     | Клара Закопалова   | 6-3 1-6 7-5 |
| 8. | 4 января 2014   | Шэньчжэнь, Китай (2)         | Хард     | Пэн Шуай           | 6-4 7-5     |
| 9. | 25 января 2014  | Открытый чемпионат Австралии | Хард     | Доминика Цибулкова | 7-6(3) 6-0  |

#### Поражения (12)
| №   | Дата            | Турнир                           | Покрытие | Соперник в финале    | Счёт               |
| 1.  | 1 мая 2005      | Оэйраш, Португалия               | Грунт    | Луция Шафаржова      | 7-6(4) 4-6 3-6     |
| 2.  | 7 мая 2006      | Оэйраш, Португалия (2)           | Грунт    | Чжэн Цзе             | 7-6(5) 5-7 — отказ |
| 3.  | 2 марта 2009    | Монтеррей, Мексика               | Хард     | Марион Бартоли       | 4-6 3-6            |
| 4.  | 14 июня 2009    | Бирмингем, Великобритания        | Трава    | Магдалена Рыбарикова | 0-6 6-7(2)         |
| 5.  | 29 января 2011  | Открытый чемпионат Австралии     | Хард     | Ким Клейстерс        | 6-3 3-6 3-6        |
| 6.  | 13 января 2012  | Сидней, Австралия                | Хард     | Виктория Азаренко    | 2-6 6-1 3-6        |
| 7.  | 20 мая 2012     | Рим, Италия                      | Грунт    | Мария Шарапова       | 6-4 4-6 6-7(5)     |
| 8.  | 13 августа 2012 | Монреаль, Канада                 | Хард     | Петра Квитова        | 5-7 6-2 3-6        |
| 9.  | 26 января 2013  | Открытый чемпионат Австралии (2) | Хард     | Виктория Азаренко    | 6-4 4-6 3-6        |
| 10. | 28 апреля 2013  | Штутгарт, Германия               | Грунт(i) | Мария Шарапова       | 4-6 3-6            |
| 11. | 27 октября 2013 | Итоговый турнир                  | Хард(i)  | Серена Уильямс       | 6-2 3-6 0-6        |
| 12. | 29 марта 2014   | Майами, США                      | Хард     | Серена Уильямс       | 5-7 1-6            |

### Финалы турнировITFв одиночном разряде (20)

#### Победы (19)
| Легенда:          |
| ----------------- |
| 100.000 USD (0*)  |
| 75.000 USD (1)    |
| 50.000 USD (3+1)  |
| 25.000 USD (7+4)  |
| 10.000 USD (8+10) |

| Титулы по покрытиям | Титулы по месту проведения матчей турнира |
| ------------------- | ----------------------------------------- |
| Хард (16+11*)       | Зал (2)                                   |
| Грунт (3+4)         | Зал (2)                                   |
| Трава (0)           | Открытый воздух (17+15)                   |
| Ковёр (0)           | Открытый воздух (17+15)                   |

* количество побед в одиночном разряде + количество побед в парном разряде.
| №   | Дата            | Турнир             | Покрытие | Соперник в финале    | Счёт           |
| 1.  | 13 июня 1999    | Шэньчжэнь, Китай   | Хард     | Чхон Ян Джин         | 6-2 6-3        |
| 2.  | 20 июня 1999    | Шэньчжэнь, Китай   | Хард     | Чхон Ян Джин         | 6-0 6-0        |
| 3.  | 29 августа 1999 | Вестенде, Бельгия  | Грунт    | Дафна ван де Занде   | 6-3 6-1        |
| 4.  | 23 января 2000  | Бока-Ратон, США    | Хард     | Сандра Кайсик        | 6-4 6-3        |
| 5.  | 26 марта 2000   | Нанкин, Китай      | Хард     | Мари-Эв Пеллетье     | 7-6(3) 6-2     |
| 6.  | 2 апреля 2000   | Нанкин, Китай      | Хард     | Дин Дин              | 6-2 6-2        |
| 7.  | 16 апреля 2000  | Шэньян, Китай      | Хард     | Сунь Тяньтянь        | 6-0 6-4        |
| 8.  | 23 апреля 2000  | Далянь, Китай      | Хард     | Чэнь Лилин           | 6-4 6-4        |
| 9.  | 14 мая 2000     | Сеул, Южная Корея  | Грунт    | Ким Ын Ха            | 6-3 7-6(1)     |
| 10. | 28 мая 2000     | Хошимин, Вьетнам   | Грунт    | Винна Пракуся        | 6-1 6-2        |
| 11. | 9 июля 2000     | Чивитанова, Италия | Грунт    | Эммануэль Гальярди   | 6-3 4-6 7-6(0) |
| 12. | 22 апреля 2001  | Хошимин, Вьетнам   | Хард     | Роберта Винчи        | 6-4 7-5        |
| 13. | 29 июля 2001    | Гуанчжоу, Китай    | Хард     | Лю Наньнань          | 6-1 6-2        |
| 14. | 10 февраля 2002 | Мидлэнд, США       | Хард(i)  | Машона Вашингтон     | 6-1 6-2        |
| 15. | 23 мая 2004     | Пекин, Китай       | Хард     | Сэйко Окамото        | 6-4 6-4        |
| 16. | 30 мая 2004     | Тунляо, Китай      | Хард     | Байя Мутассине       | 6-4 2-6 7-6(5) |
| 17. | 6 июня 2004     | Улан-Хото, Китай   | Хард     | Лю Наньнань          | 6-0 6-0        |
| 18. | 13 июня 2004    | Пекин, Китай       | Хард(i)  | Сучанун Виратпрасерт | 6-2 6-4        |
| 19. | 31 октября 2004 | Шэньчжэнь, Китай   | Хард     | Сунь Тяньтянь        | 6-3 4-6 6-2    |

#### Поражения (1)
| №  | Дата             | Турнир       | Покрытие | Соперник в финале | Счёт    |
| 1. | 19 сентября 2004 | Пекин, Китай | Хард     | Чжэн Цзе          | 4-6 4-6 |

### Финалы турнировWTAв парном разряде (2)

#### Победы (2)
| №  | Дата         | Турнир                    | Покрытие | Партнёр       | Соперницы в финале                 | Счёт        |
| 1. | 18 июня 2000 | Ташкент, Узбекистан       | Хард     | Ли Тин        | Ирода Туляганова Анна Запорожанова | 3-6 6-2 6-4 |
| 2. | 18 июня 2006 | Бирмингем, Великобритания | Трава    | Елена Янкович | Джилл Крейбас Лизель Хубер         | 6-2 6-4     |

### Финалы турнировITFв парном разряде (20)

#### Победы (15)
| №   | Дата             | Турнир              | Покрытие | Партнёр     | Соперницы в финале                  | Счёт        |
| 1.  | 13 июня 1999     | Шэньчжэнь, Китай    | Хард     | Ли Тин      | Лиза Андрияни Уравати Искандер      | 6-1 6-3     |
| 2.  | 20 июня 1999     | Шэньчжэнь, Китай    | Хард     | Ли Тин      | Чхонъ Янъджин Ли Ынджŏнъ            | 6-3 6-1     |
| 3.  | 15 августа 1999  | Ребек, Бельгия      | Грунт    | Ли Тин      | Наташа Галауза Майке Каутстал       | 6-1 6-4     |
| 4.  | 22 августа 1999  | Коксейде, Бельгия   | Грунт    | Ли Тин      | Рева Хадсон Шелли Стефенс           | 6-3 6-2     |
| 5.  | 29 августа 1999  | Вестенде, Бельгия   | Грунт    | Ли Тин      | Наташа Галауза Анук Стерк           | 7-6(5) 6-2  |
| 6.  | 19 сентября 1999 | Томобе, Япония      | Хард     | Ли Тин      | Марезе Жубер Кейт Верне-Холланд     | 7-6(4) 6-3  |
| 7.  | 26 сентября 1999 | Токио, Япония       | Хард     | Ли Тин      | Маки Араи Кумико Иидзима            | 6-2 6-1     |
| 8.  | 12 декабря 1999  | Манила, Филиппины   | Хард     | Ли Тин      | Харука Иноуэ Маико Иноуэ            | 6-3 6-2     |
| 9.  | 30 января 2000   | Халландейл-Бич, США | Хард     | Ли Тин      | Джин Окада Гана Шромова             | 6-3 7-5     |
| 10. | 5 марта 2000     | Чэнду, Китай        | Хард     | Ли Тин      | Жоана Кортес Каталин Мароши-Аракама | 6-1 6-3     |
| 11. | 26 марта 2000    | Нанкин, Китай       | Хард     | Ли Тин      | Чхэ Гёнъи Рёко Такэмура             | 7-6(4) 6-1  |
| 12. | 2 апреля 2000    | Нанкин, Китай       | Хард     | Ли Тин      | Дин Дин Линь Ямин                   | 6-1 7-6(3)  |
| 13. | 23 апреля 2000   | Далянь, Китай       | Хард     | Дин Дин     | Чханъ Гёнъми Сатоко Куриока         | 7-5 6-3     |
| 14. | 2 июля 2000      | Орбетелло, Италия   | Грунт    | Ли Тин      | Жоана Кортес Мириам Д`Агостини      | 6-3 7-6(3)  |
| 15. | 11 марта 2001    | Ханчжоу, Китай      | Хард     | Шэнь Луили  | Ленка Длгополцова Рэми Тэдзука      | 6-3 6-3     |
| 16. | 22 августа 2004  | Бронкс, США         | Хард     | Лю Наньнань | Джессика Ленхофф Кристина Виллер    | 5-7 6-3 6-3 |

#### Поражения (5)
| №  | Дата           | Турнир            | Покрытие | Партнёр | Соперницы в финале              | Счёт    |
| 1. | 23 января 2000 | Бока-Ратон, США   | Хард     | Ли Тин  | Сандра Кайсик Линдсей Ли-Уотерс | 4-6 5-7 |
| 2. | 14 мая 2000    | Сеул, Южная Корея | Грунт    | Ли Тин  | Синобу Асагоэ Саори Обата       | 1-6 3-6 |
| 3. | 28 мая 2000    | Хошимин, Вьетнам  | Хард     | Ли Тин  | Чо Юн Джон Саори Обата          | 1-6 2-6 |
| 4. | 4 июня 2000    | Шэньчжэнь, Китай  | Хард     | Ли Тин  | Ким Ынха Саори Обата            | 1-6 3-6 |
| 5. | 21 апреля 2002 | Кальяри, Италия   | Грунт    | Ли Тин  | Янь Цзы Чжэн Цзе                | 4-6 0-6 |

## История выступлений на турнирах
| Турнир                       | 2000          | 2001          | 2005          | 2006          | 2007          | 2008          | 2009          | 2010          | 2011          | 2012   | 2013  | 2014  | Итог   | В/П за карьеру |
| ---------------------------- | ------------- | ------------- | ------------- | ------------- | ------------- | ------------- | ------------- | ------------- | ------------- | ------ | ----- | ----- | ------ | -------------- |
| Турниры Большого Шлема       |               |               |               |               |               |               |               |               |               |        |       |       |        |                |
| Открытый чемпионат Австралии | -             | К             | 3Р            | 1Р            | 4Р            | 3Р            | -             | 1/2           | Ф             | 4Р     | Ф     | П     | 1 / 10 | 34-9           |
| Открытый чемпионат Франции   | -             | -             | -             | 3Р            | 3Р            | -             | 4Р            | 3Р            | П             | 4Р     | 2Р    | 1Р    | 1 / 8  | 20-7           |
| Уимблдон                     | -             | К             | -             | 1/4           | -             | 2Р            | 3Р            | 1/4           | 2Р            | 2Р     | 1/4   | 3Р    | 0 / 9  | 19-9           |
| Открытый чемпионат США       | К             | -             | 1Р            | 4Р            | -             | 4Р            | 1/4           | 1Р            | 1Р            | 3Р     | 1/2   | -     | 0 / 9  | 18-9           |
| Итог                         | 0 / 1         | 0 / 2         | 0 / 2         | 0 / 4         | 0 / 2         | 0 / 3         | 0 / 3         | 0 / 4         | 1 / 4         | 0 / 4  | 0 / 4 | 1 / 3 | 2 / 36 |                |
| В/П в сезоне                 | 1-1           | 0-2           | 2-2           | 9-4           | 5-2           | 6-3           | 9-3           | 11-4          | 14-3          | 10-4   | 16-4  | 9-2   |        | 92-34          |
| Олимпийские игры             |               |               |               |               |               |               |               |               |               |        |       |       |        |                |
| Летняя олимпиада             | 1Р            | Не проводился | Не проводился | Не проводился | Не проводился | 1/2           | Не проводился | Не проводился | Не проводился | 1Р     | НП    | НП    | 0 / 3  | 4-4            |
| Итоговый турнир года         |               |               |               |               |               |               |               |               |               |        |       |       |        |                |
| Итоговый чемпионат           | -             | -             | -             | -             | -             | -             | -             | -             | Группа        | Группа | Ф     | -     | 0 / 3  | 6-5            |
| Турнир чемпионок             | Не проводился | Не проводился | Не проводился | Не проводился | Не проводился | Не проводился | -             | 1Р            | -             | -      | -     | -     | 0 / 1  | 0-1            |

К — проигрыш в квалификационном турнире.

## Интересные факты
- Первая представительница Китая сначала в топ-30, затем в топ-20 и, наконец, в топ-10 одиночного рейтинга. Обладательница наивысшего рейтинга среди теннисисток Китая в одиночном разряде (второе место).
- Биография Ли На сравнивается с биографией другой известной китайской теннисистки Ху На, в 1982 бежавшей из КНР и получившей политическое убежище в США — с выводом: «Судьба личности зависит от судьбы нации»[11].